# Przełęcz Tetmajera
Przełęcz Tetmajera (słow. Gerlachovské sedlo, Tetmajerovo sedlo, niem. Tetmajerscharte, węg. Tetmajer-horhos) – położona na wysokości 2563 m n.p.m. (według wcześniejszych pomiarów 2590 m), ostro wcięta przełęcz, znajdująca się pomiędzy Zadnim Gerlachem w grani głównej a głównym wierzchołkiem Gerlacha, w słowackich Tatrach Wysokich. Jest to jedna z najwyżej położonych przełęczy tatrzańskich. Opadają z niej dwa duże żleby: Żleb Darmstädtera (w stronę Doliny Wielickiej) i Walowy Żleb (w stronę Doliny Batyżowieckiej). Dzięki swojemu wyglądowi przełęcz jest charakterystycznym elementem masywu Gerlacha.
Przełęcz zawdzięcza swoją nazwę taternikom, którzy nadali ją na cześć Kazimierza Przerwy-Tetmajera. Nazwy żlebów z niej opadających pochodzą od nazwisk Ludwiga Darmstädtera (przeszedł jako pierwszy Żleb Darmstädtera w 1899 r.) i Jędrzeja Wali młodszego (wraz z Januszem Chmielowskim jako pierwsi przeszli Walowy Żleb podczas wejścia na Zadni Gerlach w 1895 r.).
Pierwsze wejścia:
- latem: Janusz Chmielowski, Jędrzej Wala młodszy, 24 sierpnia 1895 r.,
- zimą: Gyula Hefty, Gyula Komarnicki, 9 lutego 1913 r.[2]